# Condado de Dixon
El condado de Dixon (en inglés: Dixon County), fundado en 1856, es un condado del estado estadounidense de Nebraska. En el año 2000 tenía una población de 6.339 habitantes con una densidad de población de 5 personas por km². La sede del condado es Ponca aunque la ciudad más grande es Wakefield que la comparte con el condado de Wakefield.

## Geografía
Según la oficina del censo el condado tiene una superficie total de 1251 km² (483 mi²), de los que 1233 km² (476,1 mi²) son tierra y 16 km² (6,2 mi²) (0,16%) son agua.

### Condados adyacentes
- Condado de Union - nordeste
- Condado de Dakota - este
- Condado de Thurston - sureste
- Condado de Wayne - suroeste
- Condado de Cedar - oeste
- Condado de Clay - noroeste

## Demografía
Según el censo del 2000 la renta per cápita media de los habitantes del condado era de 34.201 dólares y el ingreso medio de una familia era de 41.122 dólares. En el año 2000 los hombres tenían unos ingresos anuales 27.784 dólares frente a los 20.573 dólares que percibían las mujeres. El ingreso por habitante era de 15.350 dólares y alrededor de un 10,00% de la población estaba bajo el umbral de pobreza nacional.

## Ciudades y pueblos
- Allen
- Concord
- Dixon
- Emerson (de modo parcial)
- Martinsburg
- Maskell
- Newcastle
- Ponca
- Wakefield (de modo parcial)
- Waterbury

## Espacios naturales protegidos
Forma parte del Missouri National Recreational River.